# Fred Niblo Jr.
Fred Niblo Jr. (Nueva York, 23 de enero de 1903 - Encino (Los Ángeles), 18 de febrero de 1973) fue un guionista de cine estadounidense, hijo del director Fred Niblo y de su primera esposa, la actriz de Broadway Josephine Cohan.
En 1931 estuvo nominado al Óscar al mejor guion adaptado junto a Seton I. Miller por su trabajo en The criminal code de Howard Hawks.

## Filmografía
Aparte de The criminal code (1931), Niblo Jr. intervino en el guion de Hell's Kitchen (1939) de Lewis Seiler y Ewald André DuPont, The Fighting 69th (1940) de William Keighley, The Wagons Roll at Night (1941) de Ray Enright o Convicted (1950) de Henry Levin.